# Kensington (Londres)
Pour les articles homonymes, voir Kensington.
Ne doit pas être confondu avec Kennington.
Kensington est un quartier de Londres.

## Situation et accès

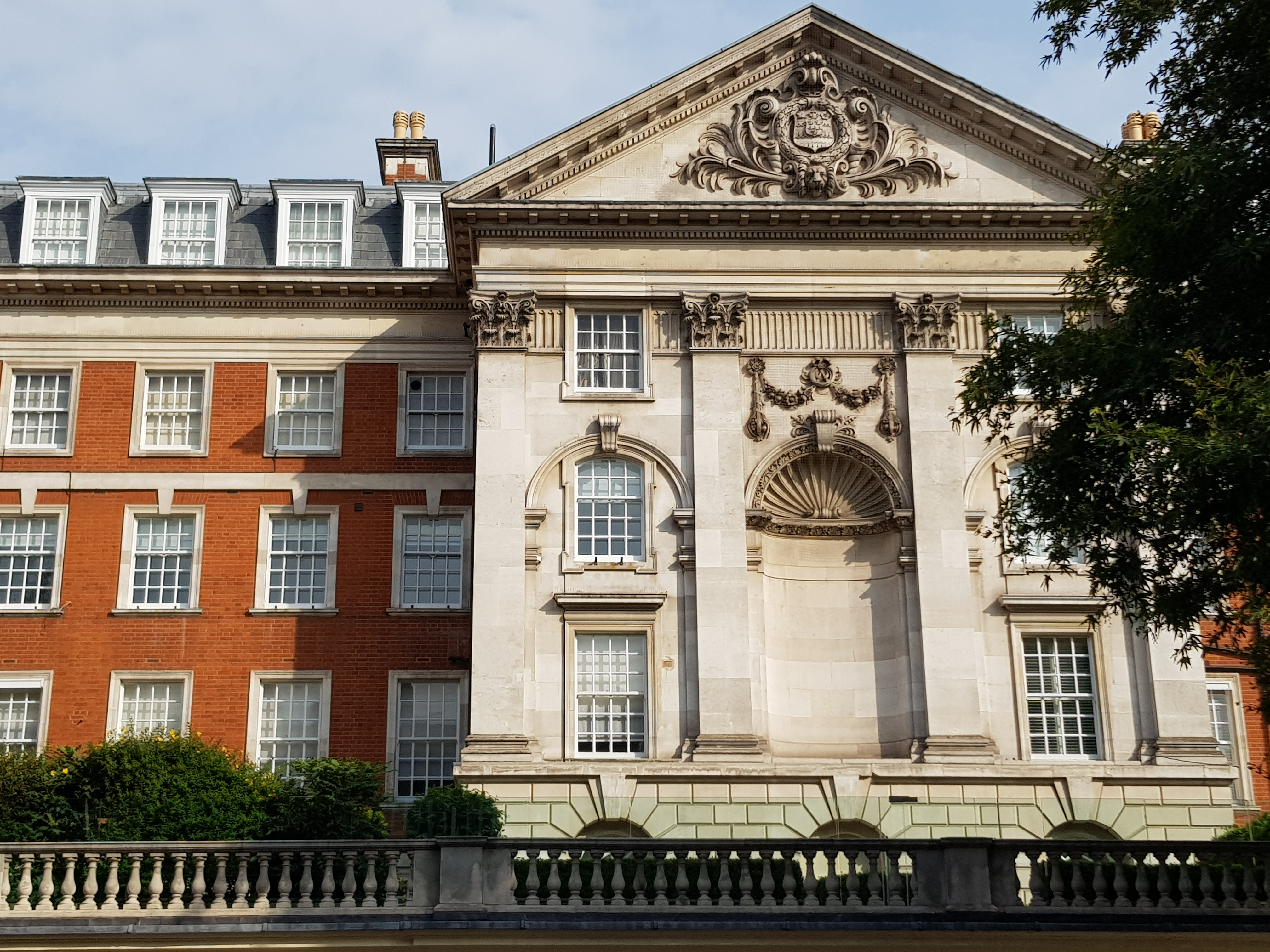
Immeuble surplombant Kensington High Street.

Le quartier fait partie du borough royal de Kensington et Chelsea (Royal Borough of Kensington and Chelsea).
On y trouve les stations de métro suivantes, d’ouest en est :
- Earl's Court, où circulent les trains des lignes  District  Piccadilly,
- Gloucester Road, desservie par les lignes  Circle  District  Piccadilly,
- South Kensington, où circulent les trains des lignes  Circle  District  Piccadilly.

## Origine du nom
Comme dans Paddington, le suffixe -ington renvoie à un nom de domaine associé à un personnage, un certain Cynesige, dont on ignore tout.

## Historique
Après la conquête normande de l'Angleterre, le domaine de Kensington appartient à la famille de Vere jusqu'à ce qu'elle commence à le diviser en 1488, quand elle vend la partie nord, connue sous le nom de « Knotting Barns ». Elle dispose du reste à la fin du XVIe siècle,. Au XVIIe siècle , la proximité de Kensington et de Londres en fait un lieu recherché pour la construction de maisons de campagne. Plusieurs grandes demeures sont élevées entre la moderne Kensington High Street et Notting Hill : Holland House, Campden House et Nottingham House.
En 1689, le roi Guillaume III achète Nottingham House et en fait le Palais de Kensington, où la cour demeure jusqu'en 1760. La présence de la cour attire plus d'aristocrates dans la région, fournit des emplois et aide à accroître la population ; mais Kensington, au début du XIXe siècle, est encore un lieu rural, avec des jardins maraîchers et des fermes qui produisent pour le marché de Londres.
Le caractère rural de Kensington disparaît pendant le XIXe siècle, lorsque la région est intensivement développée. Selon le census de 1801, il y a 8556 personnes à Kensington, mais Kensington devient un borough municipal en 1900 et l'année suivante la population s'élève à 176 628 personnes. Cette année-là, le titre de « royal » est donné au borough pour l'honorer comme l'endroit où la reine Victoria a grandi (au palais de Kensington).

## Aujourd'hui
Ce quartier est connu pour sa population, faisant majoritairement partie de la très haute bourgeoisie et de l'aristocratie. Quelques districts résidentiels dans Kensington sont les plus chers de Londres et du monde. Le quartier, lieu de résidence de nombreux diplomates, rassemble plus d'un tiers des ambassades de la capitale britannique. Il s'agit de l'un des districts aux prix immobiliers les plus élevés de Londres, mais également du monde.

## Bâtiments remarquables et lieux de mémoire

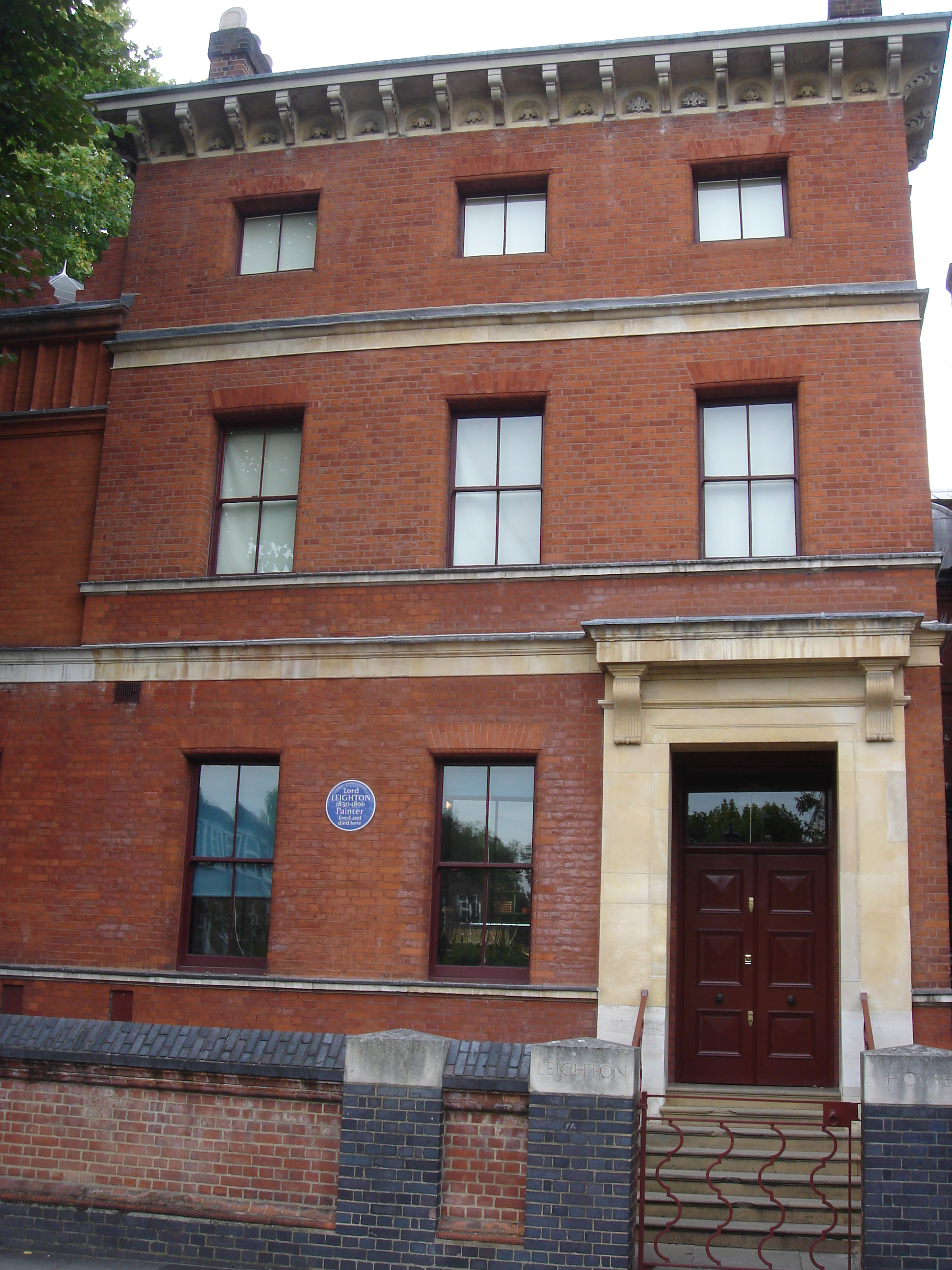
Leighton House Museum.

### Ambassades
- Ambassade de Bulgarie
- Ambassade de Grèce
- Consulat de Roumanie
- Ambassade de Thaïlande
- La résidence de l'ambassade de France est au 11 Kensington Palace Gardens.

### Grands hôtels
- The Bentley London
- Le Milestone Hotel

### Lieux de culte

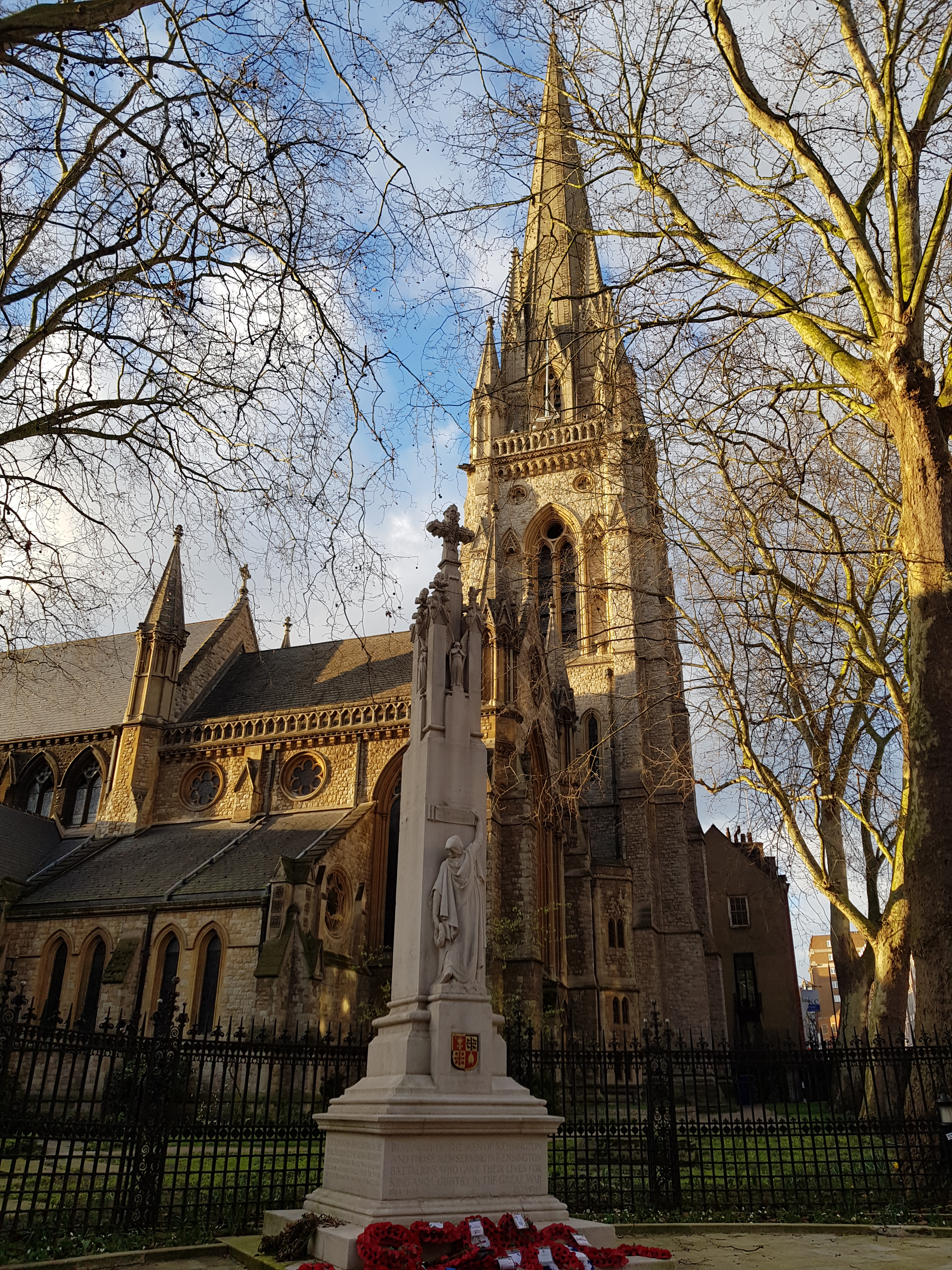
L'église St Mary Abbots en 2020.

#### Église d'Angleterre
- Christ Church Kensington
- St Barnabas
- Église St George Campden Hill
- Église néogothique St Mary Abbots (1869-1872) conçue par l'architecte George Gilbert Scott, sur le site de l'église paroissiale originale de la ville[4], au coin de Kensington Church Street.
- Église St Philip
- St Stephen's Gloucester Road

#### Église catholique
- Our Lady of Mount Carmel et St Simon Stock
- Our Lady of Victories

#### Autres
- Kensington Temple
- Église arménienne de St Sarkis
- Église copte de St Mark

### Lieux de culture

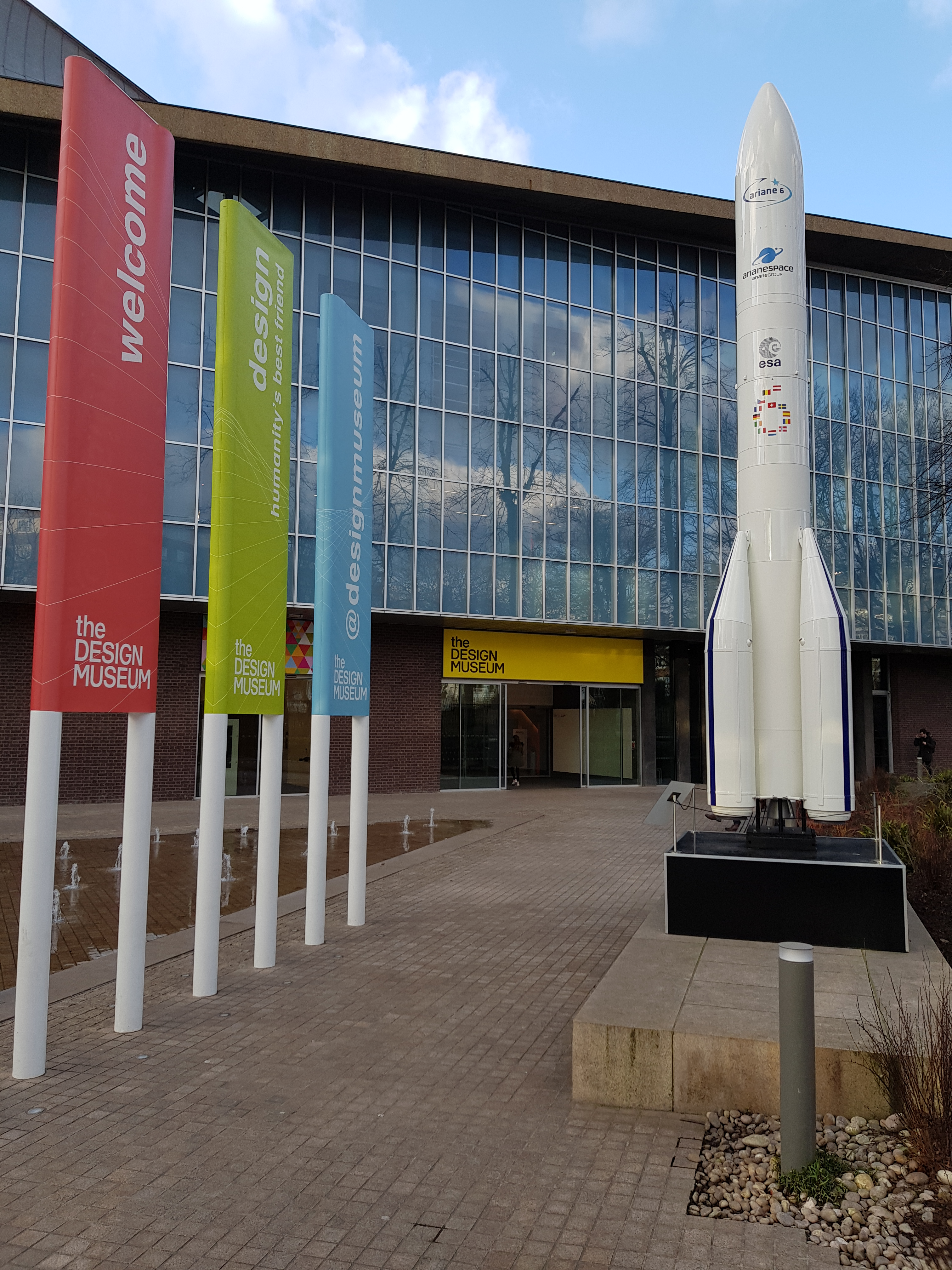
L'entrée du Design Museum en 2020.

- Design Museum, musée consacré au design contemporain.
- Leighton House Museum, musée consacré au peintre et sculpteur britannique Frederic Leighton (1830-1896).
- Natural History Museum, musée d'histoire naturelle.
- Royal Albert Hall.

## Résidents notables
- John Buckland Wright (1897-1954), graveur néo-zélandais, habitait et mourut au 10 Nevern Mansions.
- Gilbert Keith Chesterton (1874-1936), écrivain, naquit à Campden Hill.
- Agatha Christie (1890-1976), écrivain, habitait entre 1934 et 1941 au no 58 Sheffield Terrace.
- Muzio Clementi (1752-1832), musicien et compositeur, habitait au no 128 Kensington Church Street.
- Tony Collins (1926-2021), footballeur et premier entraîneur noir en Football League, y est né.
- Ivy Compton-Burnett (1892-1969), écrivain, habitait et mourut au no 5 Braemar Mansions, Cornwall Gardens.
- Gaby Deslys.
- Catherine Drew (1832-1910), journaliste et écrivaine irlandaise, est morte à Holland Street.
- Thomas Stearns Eliot (1888-1965), écrivain et poète, habitait et mourut au no 3 Kensington Court Place.
- Kenneth Grahame (1859-1932), écrivain, habitait au no 16 Phillimore Place entre 1901 et 1908.
- Radclyffe Hall (1880-1943), écrivain, habitait au no 37 Holland Street entre 1924 et 1929.
- William Holman Hunt (1827-1910), peintre, habitait et mourut au no 18 Melbury Road.
- Henry James (1843-1916), écrivain américain, habitait au no 34 de Vere Gardens entre 1888 et 1904.
- Nora Lancaster (1882-1968), actrice britannique, est née à Kensington.
- Frederic Leighton (1830-1896), peintre et sculpteur, habitait et mourut au no 12 Holland Park Road, et sa maison est aujourd'hui un musée.
- John McDouall Stuart (1815-1886), explorateur, habitait et mourut au no 9 Campden Hill Square.
- Freddie Mercury (1946-1991), chanteur, habitait et mourut au no 1 Logan Place.
- John Rae (1813-1893), explorateur, habitait et mourut au no 4 Lower Addison Gardens.
- Virginia Woolf (1882-1941), écrivain, grandit au no 22 Hyde Park Gate[5].
- Charles-Maurice de Talleyrand-Périgord (1754-1838), homme d'État et diplomate français, y vécut de 1793 à 1794 au no 11-12 Kensington Square.